# JSM Challenger 2001
Il JSM Challenger 2001 è stato un torneo di tennis facente parte della categoria ATP Challenger Series nell'ambito dell'ATP Challenger Series 2001. Il torneo si è giocato a Urbana negli Stati Uniti dal 26 novembre al 1º dicembre 2001 su campi in cemento indoor.

## Vincitori

### Singolare
Ivo Karlović ha battuto in finale  Robby Ginepri con il punteggio di 6–4, 7–6(5).

### Doppio
Mardy Fish /  Jeff Morrison hanno battuto in finale  Paul Rosner /  Gabriel Trifu con il punteggio di 6–3, 5–7, 6–4.